# Storie di Montalbano
Storie di Montalbano è una raccolta di romanzi e racconti di Andrea Camilleri avente come protagonista il commissario Salvo Montalbano, pubblicata nel 2002 dall'editore Mondadori nella collana I Meridiani.

## Contenuto
Il libro contiene sei romanzi:
- La forma dell'acqua;
- Il cane di terracotta:
- Il ladro di merendine;
- La voce del violino;
- La gita a Tindari;
- L'odore della notte

e una serie di racconti tratti da:
- Un mese con Montalbano;
- Gli arancini di Montalbano e
- La paura di Montalbano.

Nella stessa edizione compaiono:
- Camilleri gran tragediatore, introduzione del critico letterario Nino Borsellino[1]
- L'isola delle voci, saggio di Mauro Novelli;
- Cronologia. Uno scrittore italiano nato in Sicilia, di Antonio Franchini;
- Nota all'edizione, di Mauro Novelli:
- Notizie sui testi, a cura di Mauro Novelli;
- Bibliografia, a cura di Mauro Novelli.

## Edizioni
- Storie di Montalbano, a cura di Mauro Novelli, saggio introduttivo di Nino Borsellino, cronologia di Antonio Franchini, Collezione I Meridiani, Milano, Arnoldo Mondadori Editore, 2002,  pp. CLXXII-1682, ISBN 978-88-04-58272-4.